# Christopher Jahns
Christopher Jahns (* 29. Oktober 1969 in Bremen) ist ein deutscher Wirtschaftswissenschaftler und ehemaliger Rektor der EBS European Business School. Er ist der Gründer der XU Group und Initiator der Exponential University.

## Werdegang
Jahns studierte ab 1990 an der Philipps-Universität Marburg. Nach seinem Abschluss als Diplom-Kaufmann 1995 leitete er bis 1996 die Unternehmensentwicklung bei der Metallgesellschaft Handel und Beteiligungen AG in Frankfurt am Main. 1998 wurde er bei Wolfgang Lück an der TU München mit einer Arbeit über das Integrierte strategische Management zum Dr. oec. promoviert. Anschließend war er bis 2001 Partner und Mitglied der Geschäftsleitung der internationalen Beratungsgesellschaft Management Partner AG in St. Gallen. 2004 habilitierte er sich an der TU München mit der Schrift Supply Management. Neue Perspektiven eines Managementansatzes für Einkauf und Supply. Jahns besitzt auch die Schweizer Staatsbürgerschaft.
Anfang 2009 wurde Christopher Jahns in das Forum der Young Global Leaders des Weltwirtschaftsforums in Davos gewählt. Nach Ablauf der Zugehörigkeit zu den YGL ist Jahns der YGL Alumni Community beigetreten.
Seit 2017 ist Christopher Jahns Honorarprofessor an der Saint-Petersburg University of Management Technologies and Economics.

### EBS European Business School & Universität für Wirtschaft und Recht
Ende 2003 folgte Jahns dem Ruf auf den SVI-Stiftungslehrstuhl für Einkauf, Logistik und Supply Chain Management an der EBS European Business School, heute EBS Universität für Wirtschaft und Recht. Er gründete das Supply Management Institute SMI, das er bis April 2011 leitete. Er beschaffte Unternehmenspartner wie die Deutsche Post World Net, McKinsey, BMW, EADS, Hilti oder Bosch. Seit 2006 war Jahns Rektor der EBS European Business School. Während seiner Amtszeit initiierte er die seit Jahren diskutierte Gründung einer Fakultät für Recht und damit die Erweiterung zur Universität. Seit 2009 war Jahns sowohl Präsident der Universität als auch Geschäftsführer der EBS European Business School gGmbH.
Im Jahr 2011 schied er, aufgrund von gegen ihn erhobenen Vorwürfen im Umgang mit Fördergeldern, aus der EBS aus. Aufgrund dieser Vorwürfe kam es zu einem gerichtlichen Prozess gegen ihn, der dann im Jahr 2020 eingestellt wurde. Sowohl im Verfahren wie auch bei der Einstellung kam es wiederholt zur Feststellung bzw. Überprüfung der Verhandlungsunfähigkeit von Jahns, was mit dazu beitrug, dass das Verfahren sich spürbar längte und letztlich der Vorwurf nicht mehr abgeurteilt wurde.

### Unternehmer
2008 war Jahns Teilhaber und Vorsitzender des Verwaltungsrates der BrainNet AG, einer Supply Management Consulting Firma. 2012 verkauft Jahns seine Anteile an BrainNet. Kurz darauf wurde die Beratungs-Firma an die KPMG verkauft. Christopher Jahns engagierte sich ehrenamtlich im Vorstand der Bundesvereinigung Logistik (BVL). Jahns leitete den Arbeitskreis Einkauf und Logistik. Christopher Jahns war Mitglied des Kuratoriums der Zwerg Nase-Stiftung, eine Einrichtung zur Entlastung von Familien, die behinderte oder chronische kranke Kinder pflegen. Bis zu seinem Umzug nach Berlin war er Vorsitzender des Kuratoriums. Im Blue Rose Compass, eine Organisation, die sich für die Ausbildung junger Flüchtlinge, insbesondere der von Mädchen, engagiert, war Christopher Jahns Gremium-Mitglied. Seit 2014 ist er Mitglied im Verband der Hochschullehrer für Betriebswirtschaft e. V., Göttingen (VHB).

### XU Group
Christopher Jahns ist Gründer und CEO der XU Group GmbH, Berlin (Gründung 2017). Zudem ist er Gründer der XU Exponential Game Changers GmbH (vormals XU Corporate Education), ein Weiterbildungsanbieter mit Sitz in Berlin. Jahns ist Mitinitiator der XU Exponential University of Applied Sciences mit Sitz in Potsdam.

## Schriften
- Integriertes strategisches Management: Neue Perspektiven zur Theorie und Praxis des strategischen Managements. Sternenfels 1999, ISBN 3-89673-071-1.
- Supply Management: Neue Perspektiven eines Managementansatzes für Einkauf und Supply. Sternenfels 2005, ISBN 3-907874-27-7.